# Jesus Christus han är worden
Jesus Christus han är worden är en ursprungligen latinsk hymn, en påskleis, Victimae paschali laudes, av abboten Notker Balbulus i Sankt Gallen, under mitten av 800-talet e.Kr. Den svenska psalmen med sex verser är av okänd översättare. I 1697 års koralbok finns en separat tonsatt vers som troligen sjöngs före fjärde och sjätte versen i psalmen. Texten till denna Versus Intercal är publicerad i Göteborgspsalmboken 1650 efter den övriga texten.
Psalmen inleds 1650:
Jesus Christus han är worden
Itt offer för oss alla
Versus Intercal
Christus är vpstånden aff Döda/
Och löste alla Werlden aff Möda/
Thes måge wij alle wara gladh/
Och lofwa wårom HErra i allan stadh/
Kyrie Eleison.

## Publicerad i
- Een liten Songbook under rubriken "Victime paschali etc".[1]
- Göteborgspsalmboken under rubriken "Om Christi Upståndelse".[2]
- 1695 års psalmbok, som nr 164 under rubriken "Påska Psalmer - Om Christi Upståndelse".